# Be Smart!

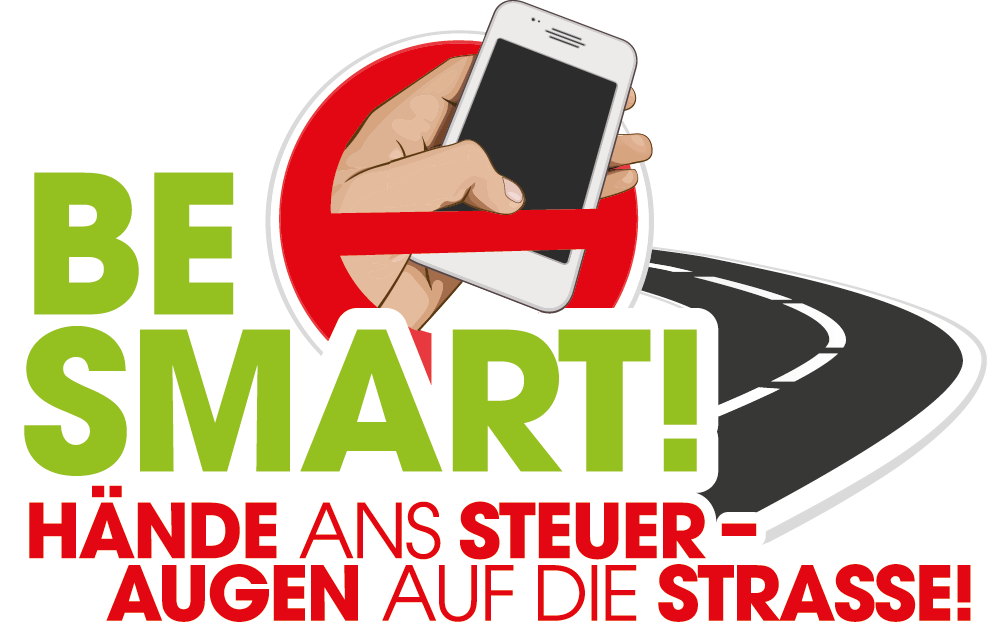
Kampagnenlogo BE SMART! Hände ans Steuer – Augen auf die Straße

BE SMART! ist eine bundesweite Verkehrssicherheitskampagne, die sich gegen die Handy- und Smartphone-Nutzung am Steuer von Kraftfahrzeugen richtet. Den Hintergrund der Kampagne bilden die Verkehrsunfälle und die zunehmende Gefahr im Straßenverkehr, die durch aktive Nutzung dieser Geräte verursacht werden. Hinter der Kampagne stehen der Automobilclub Mobil in Deutschland e. V., die TÜV SÜD AG und das Bundesministerium für Verkehr und Digitale Infrastruktur. Der Slogan der Kampagne lautet „Be Smart! Hände ans Steuer – Augen auf die Straße!“.

## Ziel der Kampagne
Die Kampagne soll Autofahrer und Verkehrsteilnehmer aufklären, und mehr Bewusstsein für das Risiko und die Gefahren der Smartphone-Nutzung am Steuer von Fahrzeugen schaffen. Fahrer sollen dazu bewegt werden, das Smartphone nicht während der Fahrt in der Hand zu nutzen.

## Öffentliche Wahrnehmung der Kampagne
Öffentliche Aufmerksamkeit erzeugt die Kampagne mit ihren zwei Fernsehspots, die mittels des Partners Mediengruppe RTL Deutschland publiziert werden.

## Entstehung
Die Kampagne wurde am 3. September 2015 bei einer Pressekonferenz in München gestartet. Der Automobilclub Mobil in Deutschland e. V. und die TÜV SÜD AG sind die Initiatoren der Kampagne. Schirmherr der Kampagne ist der Bundesminister für Verkehr und digitale Infrastruktur, Alexander Dobrindt.

## Hintergrund der Kampagne
Die Kampagne hat den Hintergrund, dass immer mehr Fahrer ihr Handy während der Fahrt am Steuer nutzen. Untersuchungen in den USA zeigen die extreme Gefahr, die vom Handy am Steuer ausgeht. Außerdem ist das Smartphone mittlerweile immer häufiger Unfallursache auf deutschen Straßen. Studien des Virginia Tech Transportation Institute (VTTI) in Blacksburg zeigen, dass sich durch den Griff zum Handy die Unfallgefahr um das Fünffache erhöht.

## Partner der Kampagne
Die Kampagne wird durch mehrere Partner unterstützt. Zu den Partnern der Kampagne zählen: die Mediengruppe RTL Deutschland, Samsung, ESSO / ExxonMobil, die Volkswagen AG, der Verband der Automobilindustrie (VDA), Sortimo, Logitech sowie der Automobilclub KS/Auxilia (Stand: April 2016).